# 齋藤利宗
齋藤 利宗（日语：／ Saitō Toshimune，1567年—1647年6月6日），日本安土桃山時代及江戶時代的武將、幕府旗本。斎藤利三的三男，亦是春日局之兄。被世人稱為加藤十六將之一。
起初、與父親齋藤利三共同於明智光秀處仕官、天正3年（1575年）八上城攻略中建立軍功。天正10年（1582年），山崎之戰與兄長利康共同對抗羽柴秀吉軍的高山右近。然而因其父戰敗伏誅，為逃滅族之禍只好剃髪出家後請赦，因細川忠興說項而獲得秀吉赦免，於小牧、長久手之戰領兵出陣並建立軍功。後還俗成為加藤清正的家臣，並得到肥後5000石的知行領地。
慶長16年（1611年）清正去世後離開加藤家，並依靠妹妹春日局的關係，於寛永6年（1629年），拜謁第3代將軍德川家光，獲封常陸國真壁5000石知行並擔任幕府旗本。寛永11年（1634年）至寛永15年（1638年）期間，應春日局的要求擔任外甥稻葉正則（春日局的孫子）的後見人，協助其繼承稲葉家的家督。正保4年（1647年）去世，享年81歲。